# 12167 Olivermüller
12167 Olivermüller (tên chỉ định: 4306 T-2) là một tiểu hành tinh vành đai chính. Nó được phát hiện bởi Cornelis Johannes van Houten, Ingrid van Houten-Groeneveld, và Tom Gehrels ở Đài thiên văn Palomar ở Quận San Diego, California, ngày 29 tháng 9 năm 1973. Nó được đặt theo tên Oliver Müller, a cardiologist ở University of Heidelberg who helped treat van Houten-Groeneveld in April 2008.